# Rattihalli
Rattihalli är en ort i Indien.   Den ligger i distriktet Haveri och delstaten Karnataka, i den södra delen av landet, 1 600 km söder om huvudstaden New Delhi. Rattihalli ligger 568 meter över havet och antalet invånare är 11 702.
Terrängen runt Rattihalli är platt. Runt Rattihalli är det tätbefolkat, med 266 invånare per kvadratkilometer. Närmaste större samhälle är Hirekerūr, 13,4 km väster om Rattihalli. Trakten runt Rattihalli består till största delen av jordbruksmark.